# Il poeta e il contadino (album)
Il poeta e il contadino è il secondo album (primo album in studio) del duo Cochi e Renato, pubblicato nel 1973.
Il disco contiene la sigla Canzone intelligente e le canzoni cantate da Cochi e Renato nella trasmissione televisiva del Secondo programma Il poeta e il contadino, trasmessa nello stesso 1973, rappresentandone quindi la colonna sonora.

## Descrizione
Il disco contiene la sigla, Canzone intelligente, e tutte le canzoni eseguite da Cochi e Renato nelle sei puntate della trasmissione Il poeta e il contadino, trasmessa tra il novembre e il dicembre dello stesso anno sul Secondo programma, più alcuni brani aggiuntivi, come La cosa, Gli indiani e Il reduce.
Le canzoni, scritte per la maggior parte da Enzo Jannacci, Cochi Ponzoni e Renato Pozzetto, non sono la versione proposta in televisione, ma sono state riregistrate. Nell'album, inoltre, è presente una versione differente del testo della canzone El porompompero, di cui in televisione venne censurata la frase "mi ha fatto l'esempio e mia moglie è rimasta incinta", al cui posto venne cantato "mi ha fatto l'esempio ed è andato a vivere con mia moglie".
Alcuni brani erano già stati pubblicati precedentemente in differenti versioni anche a causa dei numerosi passaggi di etichetta del duo tra gli anni sessanta e settanta: A me mi piace il mare (cantata da Cochi e Renato in televisione fin dal 1969, nella prima puntata della trasmissione Quelli della domenica) e La gallina sono presenti nell'album dal vivo del 1969 Una serata con Cochi & Renato. A me mi piace il mare è presente in un'altra versione sul retro del 45 giri Ho soffrito per te, pubblicato dalla Jolly nel 1966 e in un'ulteriore versione nel singolo Il mare/7+, pubblicato dalla Bluebell Records nel 1967. La gallina è invece presente sul retro del 45 giri Gli indiani, pubblicato dalla Bluebell nel 1967, e ancora come lato B del 7" Ufficio facce, pubblicato dalla RCA Italiana nel 1972. Ancora Gli indiani è presente come titletrack dell'omonimo singolo sunnominato, mentre Il reduce verrà pubblicato  nel singolo omonimo, sempre dalla Derby, nel 1977.
Il disco è stato pubblicato nel 1973 in formato LP dall'etichetta discografica Derby con numero di catalogo DBR 65946. L'album è poi stato ristampato una prima volta, durante gli anni ottanta, nella linea economica della CGD MusicA, in formato LP, con numero di catalogo LSM 1120, e in musicassetta, con numero di catalogo 35 LSM 1120. L'album è stato poi ristampato dalla Rhino Records in CD nel 2012 unitamente all'album E la vita, la vita con numero di catalogo 5052498-9945-5-7.
Dal disco è stato estratto il singolo Canzone intelligente, pubblicato in 45 giri sempre dalla Derby con numero di catalogo DBR 1907. Nel 1974 è stato inoltre pubblicato il promo La gallina.

## Tracce
1. Canzone intelligente – 2:44 (Cochi Ponzoni, Enzo Jannacci, Renato Pozzetto)
2. La cosa – 3:20 (Cristiano Carrè, Giorgio Calabrese)
3. Gli indiani – 3:12 (Cochi Ponzoni, Enzo Jannacci, Renato Pozzetto)
4. Siamo ancora in tempo – 3:02 (Alberto Baldan Bembo, Cochi Ponzoni, Enzo Jannacci, Renato Pozzetto)
5. La gallina – 3:31 (Cochi Ponzoni, Enzo Jannacci, Renato Pozzetto)
6. A me mi piace il mare – 5:22 (Cochi Ponzoni, Enzo Jannacci, Renato Pozzetto)
7. Il reduce – 5:39 (Cochi Ponzoni, Enzo Jannacci, Renato Pozzetto)
8. Il piantatore di pellame – 2:08 (Cochi Ponzoni, Enzo Jannacci, Renato Pozzetto)
9. El porompompero – 3:18 (Cochi Ponzoni, Enzo Jannacci, Renato Pozzetto)
10. Come porti i capelli bella bionda – 2:12 (Cochi Ponzoni, Enzo Jannacci, Renato Pozzetto)

Durata totale: 34:28

## Crediti
- Cochi Ponzoni - voce, chitarra
- Renato Pozzetto - voce, chitarra
- Enzo Jannacci - arrangiamenti, direzione d'orchestra, voce in Canzone intelligente
- Achille Manzotti - produttore

## Edizioni
- 1973 - Il poeta e il contadino (Derby, DBR 65946, LP)
- 198? - Il potea e il contadino (CGD MusicA, LSM 1120, LP)
- 198? - Il potea e il contadino (CGD MusicA, 35 LSM 1120, MC)
- 2012 - Il poeta e il contadino/E la vita, la vita (Rhino Records, 5052498-9945-5-7, CD)